# Donát-hegyi-barlang
A Donát-hegyi-barlang barlang nevű mesterséges üreg, amely a Duna–Ipoly Nemzeti Parkban lévő Tétényi-fennsíkon található.

## Leírás
A Donát-hegyi-barlang Budapest XXII. kerületében, a Donát-hegy oldalában helyezkedik el. Egy néhány méter magas sziklafal tövében nyílik a fő bejárata. Van még egy bejárata, amely a fő bejárat felett, egy magánterületen, letakarva található meg. A Mária utca végéből lehet a legegyszerűbben eljutni az üreghez.
Középső miocén, szarmata mészkő a befoglaló kőzete. A mesterségesen létrehozott üreget a kifagyásos kőzetaprózódás és az omlás alakította át. Egyszerű, többszintes üreg. Az egyik járata el van falazva. Az üreg járatainak a falán ősmaradványok figyelhetők meg. Az üreg 60 méter hosszú, nyolc méter magas, nyolc méter mély, 16 méter függőleges kiterjedésű és 25 méter vízszintes kiterjedésű. A méretadatok becsléssel lettek megállapítva. Barlangjáró alapfelszereléssel, engedély nélkül megtekinthető.

## Kutatástörténet
2005-ben Gazda Attila töltötte ki az üreg nyilvántartólapját. 2009. január 22-én Kovács Richárd és Reszegi Attila készítette el a fénykép-dokumentációját.